# مركاتو ساراتشنو
مركاتو ساراتشنو (بالإيطالية: Mercato Saraceno)‏ هي بلدية في مقاطعة فورلي تشيزينا في إقليم إميليا رومانيا الإيطالي.

## السكان
في سنة 1861 بلغ عدد السكان 5٬660 نسمة، وتطور العدد ليصل في سنة 2011 لـ 6٬997 نسمة.
يظهر هذا المخطط البياني تطور النمو السكاني لـ مركاتو ساراتشنو